# Fédération mondiale de capoeira
 (avril 2019).
La Fédération mondiale de capoeira (WCF pour World Capoeira Federation) est une organisation internationale à but non lucratif qui a pour objectif de promouvoir la capoeira en tant que sport mondial. La WCF reconnaît la capoeira comme un patrimoine culturel du Brésil et respecte ses racines historiques et sa philosophie.
La WCF, le seul institut international de capoeira, établit des normes sportives applicables et organise des compétitions mondiales, des qualifications d'entraîneur et des cours internationaux pour arbitres. La WCF couvre toutes activités de la capoeira.

## Histoire
Le projet d’unir des groupes internationaux dispersés de la capoeira et de les unifier au sein d'une fédération internationale unique a été approuvé lors du troisième forum mondial de la capoeira, organisé le 18 juin 2011 à Bakou, en Azerbaïdjan. Les représentants de différents groupes, comme : « Axe Capoeira », « Capoeira Muzenza », « Capoeira Berimba » ont pris part à cette réunion.
L'initiateur du projet WCF est Jamil Huseyn. Plus tard en octobre 2011, la WCF est créée puis reconnue par l’état de Estonie. Le siège de l'organisation est situé dans ce pays à Tallinn.

## Objectifs et stratégies
L’objectif principal de la WCF est de promouvoir le sport dans le monde entier et de parvenir à rejoindre la liste des sports olympiques pour l’entrée de la Capoeira aux Jeux olympiques. En outre, la WCF essaye également :
- d'impliquer les personnes qui aiment la capoeira dans le monde entier à s’associer sous un même toit ;
- développer des relations amicales et une coordination avec toutes les fédérations et groupes de capoeira nationaux ;
- d'impliquer tous les groupes de capoeira et les écoles dans les compétitions de masse ;
- coopérer avec les organisations sportives, y compris le Comité international olympique, ainsi que d'autres organisations pour le développement de la capoeira ;
- de répandre la capoeira avec les fédérations nationales de capoeira, groupes, écoles et autres organisations de capoeira ;
- de former des sportifs hautement qualifiés, des entraîneurs, des arbitres, des maîtres de capoeira et d'autres spécialistes ;
- de conformer ses activités aux exigences de la Charte olympique, des conventions internationales, du Mouvement olympique et du code mondial antidopage et les respecter strictement ;
- de défendre les intérêts des sportifs, entraîneurs, maîtres de capoeira et autres spécialistes.

## Organigramme la WCF
- Présidente : Paulo Sales Neto ( Brésil).
- Vice-présidente : Ramid Niftalijev ( Estonie).
- Vice-présidente : Roman Belov ( Russie).
- Secrétaire général : Jamil Huseyn( Azerbaïdjan).
- Président du conseil des maîtres : Luiz Alberto Simas ( États-Unis).
- Président de la commission des arbitres ( Australie).